# Кругло-Семенці
Кру́гло-Семе́нці (рос. Кругло-Семенцы) — село у складі Єгор'євського району Алтайського краю, Росія. Адміністративний центр Кругло-Семенцівської сільської ради.
Стара назва — Круглосеменці.

## Населення
Населення — 385 осіб (2010; 443 у 2002).
Національний склад (станом на 2002 рік):
- росіяни — 93 %